# Bătălia de la Bunker Hill
Bătălia de la Bunker Hill a avut loc pe 17 iunie 1775, cea mai mare parte a luptei s-a desfășurat în jurul dealurilor Bunker Hill (de aici și denumirea sa). Bătălia face parte din asediul Bostonului de la începutul Războiului de independență al Statelor Unite ale Americii.

## Motivul luptei
Pe 13 iunie, liderii forțelor coloniale americane care asediau orașul Boston primesc informații că generalii britanici au un plan de a trimite trupe în afara orașului pentru a ocupa dealurile neocupate din jurul orașului. Ca răspuns la această acțiune, 1200 trupele coloniale sub comanda lui William Prescott au ocupat pe furiș dealurile Bunker Hill și Breed's Hill, au construit o redută pe Breed Hill si au construit linii ușor fortificate de-a lungul Peninsulei Charlestown.

## Desfășurarea bătăliei

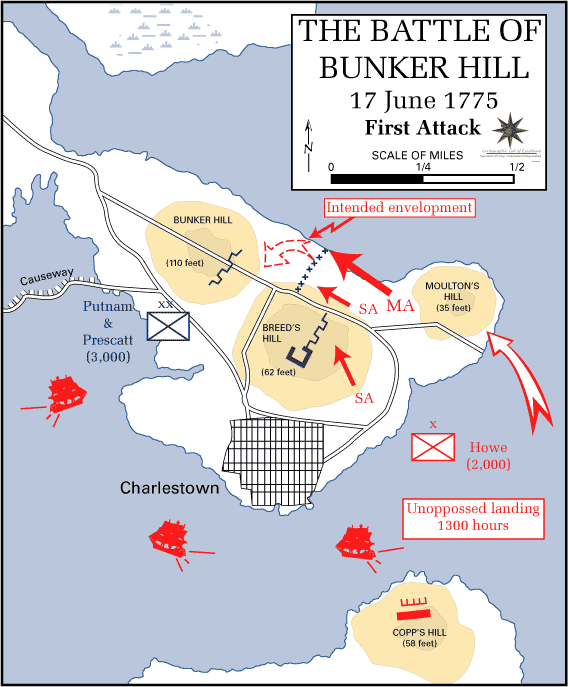
Primul atac britanic asupra Bunker Hill. Zonele umbrite sunt dealuri.

Când britanicii au fost avertizați cu privire la prezența coloniștilor în noua poziție , a doua zi au pregătit un atac împotriva acestora. După ce două atacuri asupra liniilor coloniștilor  au fost respinse cu pierderi semnificative  pentru britanici, în cele din urmă aceștia au capturat pozițiile în timpul celui de-al treilea asalt, după ce apărătorii americani din redută au rămas fără muniție. Forțele coloniale s-au retras la Cambridge dincolo de Bunker Hill, suferind pierderile lor cele mai semnificative la Bunker Hill.

### Pagini despre bătălie
- en Biblioteca Congresului: pagina despre Batălia de la Bunker Hill
- en Bunker Hill Web Exhibit la Massachusetts Historical Society
- en SAR Sons of Liberty Chapter list of colonial fallen at Bunker Hill
- en SAR Sons of Liberty Chapter description of the battle Arhivat în 8 martie 2013, la Wayback Machine.
- en The Battle of Bunker Hill: Now We Are at War, a National Park Service Teaching with Historic Places (TwHP) lesson plan
- en TheAmericanRevolution.org description of the battle Arhivat în 20 februarie 2010, la Wayback Machine.
- en BritishBattles.com description of the battle
- en Animated History of the Battle of Bunker Hill Arhivat în 7 ianuarie 2010, la Wayback Machine.

### Pagini despre participanții la luptă
- en WGBH Forum Network-Patriots of Color:Revolutionary Heroes Arhivat în 11 martie 2007, la Wayback Machine.
- en Israel Putnam Website Arhivat în 4 aprilie 2006, la Wayback Machine.
- en Genealogy of Captain Samuel Cherry, who fought at Bunker Hill

### Alte legături externe
- en Boston National Historical Park Official Website